# .moe
.moe è un dominio di primo livello generico.
Il nome del dominio deriva dalla parola giapponese moe.
Nel 2014 si è tenuto un concorso per il logo del dominio, il cui premio in palio era di 2000000 ¥.